# World Video Game Hall of Fame

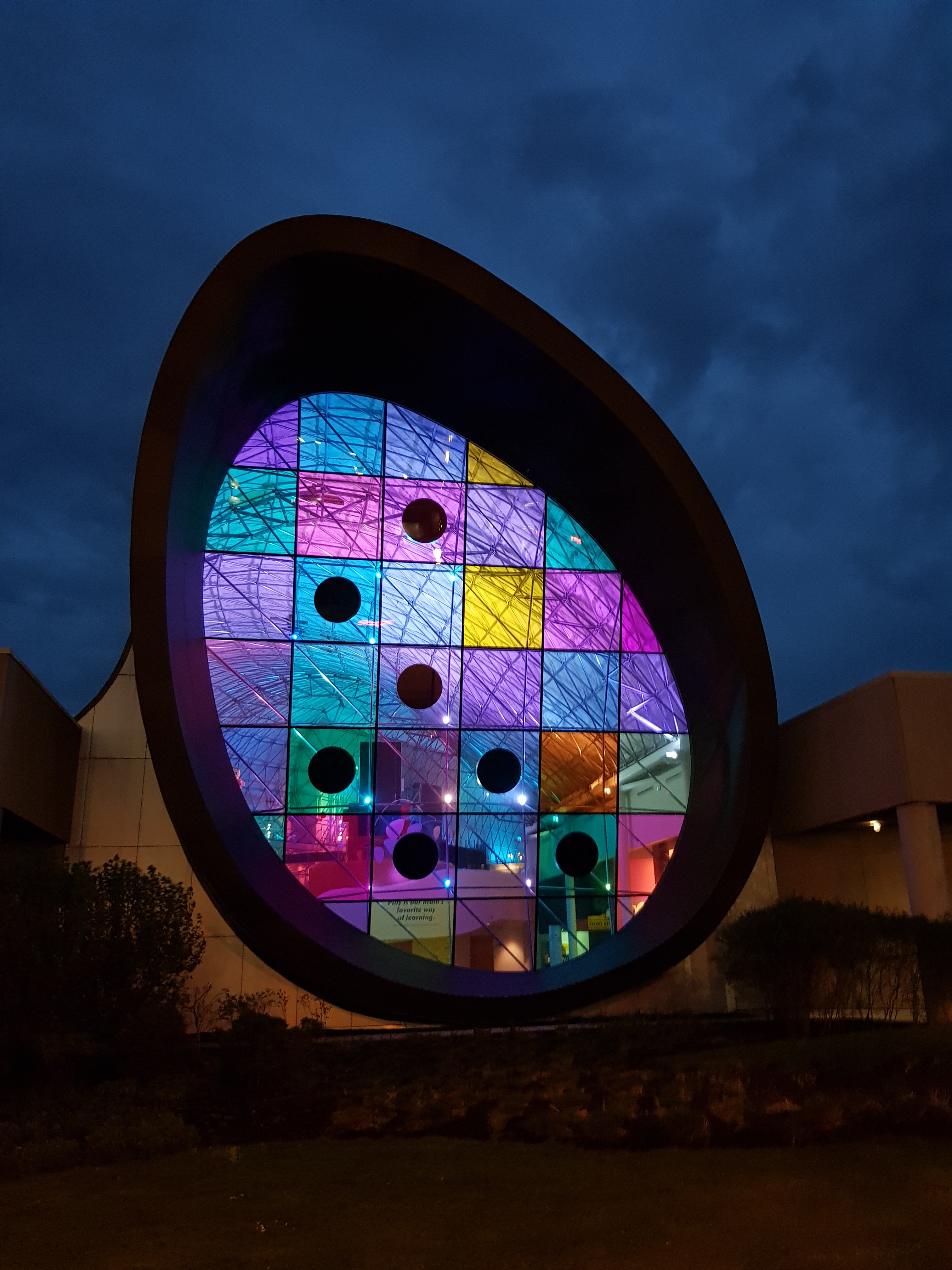
Le World Video Game Hall of Fame

Le World Video Game Hall of Fame est un panthéon international qui a ouvert le 4 juin 2015. Il se situe au Strong National Museum of Play à Manhattan. Il est administré par l'institution The Strong et l'International Center for the History of Electronic Games. Ce panthéon a été créé par Jon-Paul C. Dyson, vice-président de The Strong et directeur du centre international de l'histoire du jeu vidéo.
Les jeux vidéo deviennent éligibles s'ils respectent ces quatre critères, :
- Statut d'icône : est grandement reconnu ;
- Longévité : est resté populaire à travers les décennies ;
- Atteinte internationale : a réussi à devenir une icône au niveau international ;
- Influence : a influencé le design et le développement d'autres jeux vidéo, d'autres formes de divertissement ou dans la culture en général.

## Sélection de 2015
Les nominations de la part du public sont acceptées à partir du 17 février 2015 et ferment le 31 mars 2015. Les finalistes sont choisis par un comité interne. Les jeux intronisés au panthéon sont choisis par un comité international composé de journalistes, d'étudiant et d'autres personnes,. Les finalistes sont (en gras les jeux qui sont intronisés, et donc ajoutés au panthéon) :
| Jeux                      | Date de sortie |
| ------------------------- | -------------- |
| Doom                      | 1993           |
| Pac-Man                   | 1980           |
| Pong                      | 1972           |
| Super Mario Bros.         | 1985           |
| Tetris                    | 1984           |
| World of Warcraft         | 2004           |
| Angry Birds               | 2009           |
| FIFA International Soccer | 1993           |
| The Legend of Zelda       | 1986           |
| Minecraft                 | 2011           |
| The Oregon Trail          | 1971           |
| Pokémon Rouge et Bleu     | 1996           |
| Les Sims                  | 2000           |
| Sonic                     | 1991           |
| Space Invaders            | 1978           |

## Sélection de 2016
Entre le 19 mars 2016 et le 5 mai 2016, les nominations de la part du public sont acceptées. Les finalistes sont (en gras les jeux qui sont intronisés, et donc ajoutés au panthéon) :
| Finalistes déjà présent en 2015      | Finalistes déjà présent en 2015 |
| ------------------------------------ | ------------------------------- |
| Space Invaders                       | 1978                            |
| The Oregon Trail                     | 1971                            |
| The Legend of Zelda                  | 1986                            |
| Les Sims                             | 2000                            |
| Sonic                                | 1991                            |
| Pokémon Rouge et Bleu                | 1996                            |
| Minecraft                            | 2011                            |
| Nouveaux finalistes                  |                                 |
| Grand Theft Auto III                 | 2001                            |
| Final Fantasy                        | 1987                            |
| John Madden Football                 | 1988                            |
| Nürburgring (en)                     | 1975                            |
| Elite                                | 1984                            |
| Sid Meier's Civilization             | 1991                            |
| Street Fighter II: The World Warrior | 1991                            |
| Tomb Raider                          | 1996                            |

## Sélection de 2017
Entre le 16 mars 2017 et le 4 mai 2017, les nominations de la part du public sont acceptées. Les finalistes sont (en gras les jeux qui sont intronisés, et donc ajoutés au panthéon) :
| Finalistes déjà présent en 2015      | Finalistes déjà présent en 2015 |
| ------------------------------------ | ------------------------------- |
| Pokémon Rouge et Bleu                | 1996                            |
| Finalistes déjà présent en 2016      |                                 |
| Street Fighter II: The World Warrior | 1991                            |
| Tomb Raider                          | 1996                            |
| Nouveaux finalistes                  |                                 |
| Donkey Kong                          | 1981                            |
| Halo: Combat Evolved                 | 2001                            |
| Final Fantasy VII                    | 1997                            |
| Microsoft Solitaire                  | 1990                            |
| Mortal Kombat                        | 1992                            |
| Myst                                 | 1993                            |
| Portal                               | 2007                            |
| Resident Evil                        | 1996                            |
| Wii Sports                           | 2006                            |

## Sélection de 2018
Les nominations de la part du public sont annoncées le 27 mars 2018, désormais elle se font directement sur le site du musée. Les finalistes sont (en gras les jeux qui seront intronisés, et donc ajouté au panthéon) :
| Finalistes déjà présent en 2015 | Finalistes déjà présent en 2015 |
| ------------------------------- | ------------------------------- |
| Minecraft                       | 2011                            |
| Finalistes déjà présent en 2016 |                                 |
| John Madden Football            | 1988                            |
| Tomb Raider                     | 1996                            |
| Finalistes déjà présent en 2017 |                                 |
| Final Fantasy VII               | 1997                            |
| Nouveaux finalistes             |                                 |
| Spacewar!                       | 1962                            |
| Asteroids                       | 1979                            |
| Call of Duty                    | 2003                            |
| Dance Dance Revolution          | 1998                            |
| Half-Life                       | 1998                            |
| King's Quest                    | 1984                            |
| Metroid                         | 1986                            |
| Ms. Pac-Man                     | 1981                            |

## Sélection de 2019
Les nominations de la part du public sont annoncées le 2 mai 2019. Les finalistes sont (en gras les jeux qui sont intronisés, et donc ajoutés au panthéon) : 
| Finalistes déjà présent en 2016 | Finalistes déjà présent en 2016 |
| ------------------------------- | ------------------------------- |
| Sid Meier's Civilization        | 1991                            |
| Finalistes déjà présent en 2017 |                                 |
| Microsoft Solitaire             | 1990                            |
| Mortal Kombat                   | 1992                            |
| Myst                            | 1993                            |
| Finalistes déjà présent en 2018 |                                 |
| Dance Dance Revolution          | 1998                            |
| Half-Life                       | 1998                            |
| Nouveaux finalistes             |                                 |
| Colossal Cave Adventure         | 1976                            |
| Super Mario Kart                | 1992                            |
| Candy Crush Saga                | 2012                            |
| Centipede                       | 1981                            |
| NBA 2K                          | 1999                            |
| Super Smash Bros. Melee         | 2001                            |

## Sélection de 2020
Les nominations de la part du public sont annoncées le 19 mars 2020. Les finalistes sont (en gras les jeux qui sont intronisés, et donc ajoutés au panthéon) :
| Finalistes déjà présent en 2015        | Finalistes déjà présent en 2015 |
| -------------------------------------- | ------------------------------- |
| Minecraft                              | 2011                            |
| Finalistes déjà présent en 2018        |                                 |
| King's Quest                           | 1984                            |
| Finalistes déjà présent en 2019        |                                 |
| Centipede                              | 1981                            |
| Super Smash Bros. Melee                | 2001                            |
| Nouveaux finalistes                    |                                 |
| Bejeweled                              | 2001                            |
| Frogger                                | 1981                            |
| GoldenEye 007                          | 1997                            |
| Guitar Hero                            | 2005                            |
| NBA Jam                                | 1993                            |
| Nokia Snake                            | 1997                            |
| Uncharted 2: Among Thieves             | 2009                            |
| Where in the World Is Carmen Sandiego? | 1985                            |

## Sélection de 2021
Les nominations de la part du public sont annoncées le 6 mai 2021. Les finalistes sont (en gras les jeux qui sont intronisés, et donc ajoutés au panthéon) :
| Finalistes déjà présent en 2015        | Finalistes déjà présent en 2015 |
| -------------------------------------- | ------------------------------- |
| FIFA International Soccer              | 1993                            |
| Finalistes déjà présent en 2017        |                                 |
| Portal                                 | 2007                            |
| Finalistes déjà présent en 2018        |                                 |
| Call of Duty                           | 2003                            |
| Finalistes déjà présent en 2020        |                                 |
| Where in the World Is Carmen Sandiego? | 1985                            |
| Guitar Hero                            | 2005                            |
| Nouveaux finalistes                    |                                 |
| Animal Crossing                        | 2004                            |
| Mattel Football                        | 1977                            |
| Pole Position                          | 1982                            |
| FarmVille                              | 2009                            |
| Microsoft Flight Simulator             | 1982                            |
| Tron                                   | 1982                            |
| Starcraft                              | 1998                            |

## Sélection de 2022
| Jeux                                 | Date de sortie |
| ------------------------------------ | -------------- |
| Dance Dance Revolution               | 1998           |
| The Legend of Zelda: Ocarina of Time | 1998           |
| Ms. Pac-Man                          | 1982           |
| Civilization                         | 1991           |
| Assassin's Creed                     | 2007           |
| Candy Crush Saga                     | 2012           |
| Démineur                             | 1990           |
| NBA Jam                              | 1993           |
| PaRappa the Rapper                   | 1996           |
| Resident Evil                        | 1996           |
| Rogue                                | 1980           |
| Words with Friends                   | 2009           |